# SIG MPX
SIG MPXとは、シグ・ザウエル&ゾーン社のアメリカ合衆国現地法人SIG SAUER社が設計した短機関銃である。

## 概要
9x19mmパラベラム弾仕様のサブマシンガンであり、AR-15とH&K MP5の中間のようなデザインをしているのが特徴。
作動方式はH&K HK416のようなロータリング式ガスピストン機構とクローズド・ボルトであり、
発射速度は毎分850発になっている。
2015年にはMPXの設計に準じたライフル弾仕様の自動小銃SIG MCXが発表された。

## バリエーション

### 軍、法執行機関用
MPX
通常のMPX
MPX-K
4.5インチバレルを搭載したコンパクトモデル。
MPX-SD
消音器を装着しているモデル。

### 民間用モデル
MPX-P
ストックを取り除いて6.5インチバレルに交換した拳銃。
MPX-PSB
スタビライジング・ブレイスを装着し、短機関銃のような形状にした拳銃。
MPX-C
銃身を16.5インチにしたカービン銃モデル。

## 使用国

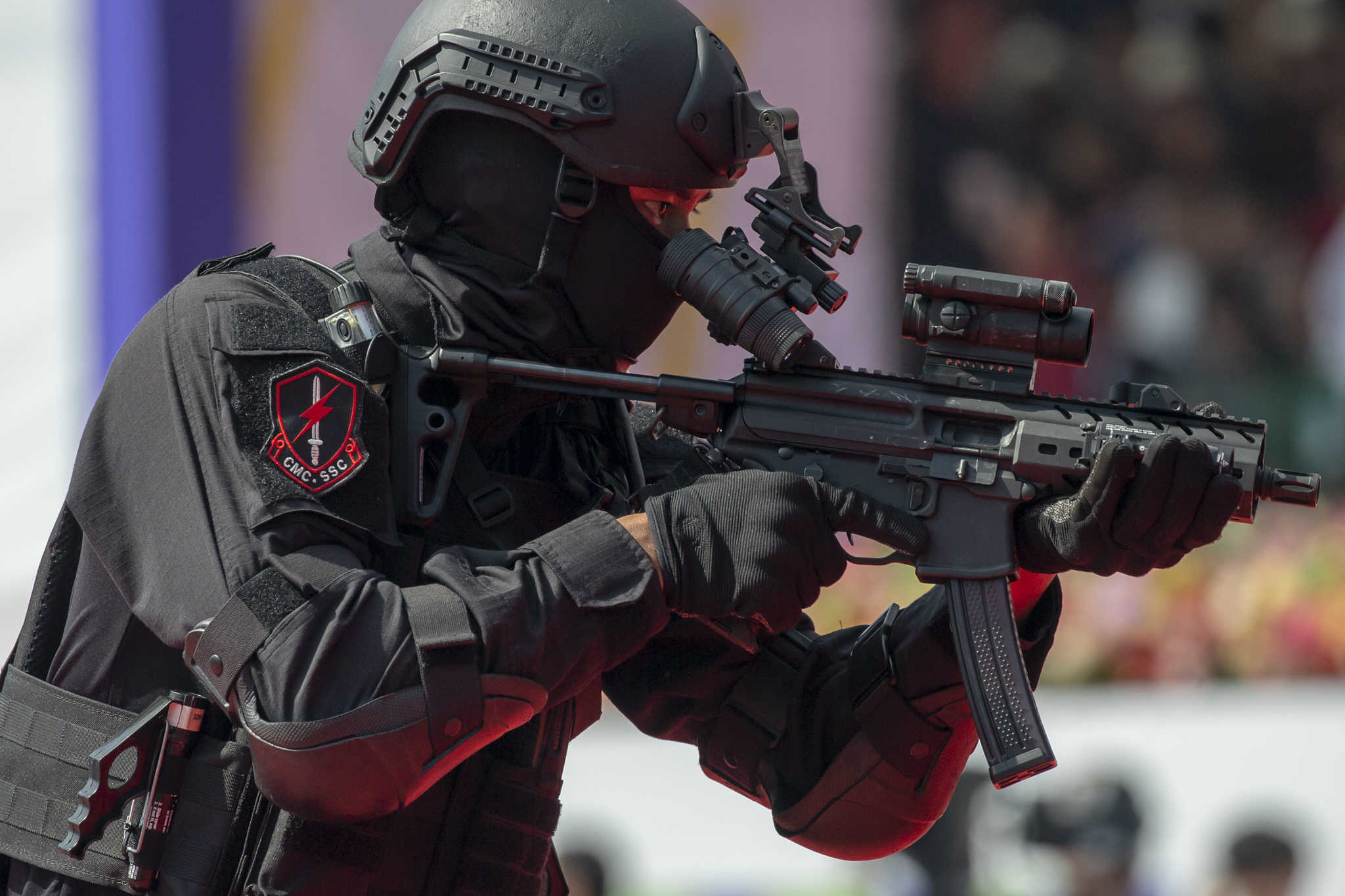
SIG MPXを手にした中華民国海軍陸戦隊特勤隊隊員

- アルゼンチン: 警察が使用。
- ドミニカ共和国: 警察特殊部隊が使用。
- タイ: 警察が使用
- インドネシア: 警察が使用。
- バングラデシュ: 陸軍パラコマンド部隊が使用。
- インド: 国家警備隊が使用
- ポーランド: GROM部隊が使用。
- シンガポール: 特殊部隊が使用。
- 香港: 反恐特勤隊及び同部隊に合併された鉄道対応部隊が使用。
- 台湾:中華民国陸軍高空特種勤務中隊、中華民国海軍陸戦隊特勤隊、中華民国警察が使用。
- アメリカ合衆国: 陸軍が使用。
- 日本: 陸上自衛隊特殊作戦群、海上自衛隊特別警備隊がMPX用弾薬を購入しているため、運用試験が行われている可能性がある。

## 登場作品

### ゲーム
『バトルフィールド4』
『バトルフィールド ハードライン』
『コール オブ デューティ アドバンスド・ウォーフェア』
「KF5」の名称で登場。キャンペーンではアトラスやセンチネル、KVA、朝鮮人民軍等の兵士が使用している。
『コール オブ デューティ モダン・ウォーフェアII』
「BAS-P」の名称で登場。メキシコ軍特殊部隊やPMCが装備している。マルチプレイヤーではカスタムにてレシーバーを交換することでM13(SIG MCX) となる。
『グランド・セフト・オートV』
「コンバットPDW」の名称で登場。
『レインボーシックス シージ』
『VALORANT』
「スペクター」の名称で登場。サプレッサー標準装備。
『アリーナブレイクアウト』
『ブルーアーカイブ』
「美甘ネル」、「早瀬ユウカ」がMPX-Kをモデルとした銃を使用している。二人とも二丁所持している。

### 映画
『ジョン・ウィック:パラベラム』
コンチネンタル・ホテル内の銃撃戦でジョン・ウィックが使用。